# 30e cérémonie des Tony Awards
La 30e cérémonie des Tony Awards a eu lieu le 18 avril 1976 au Shubert Theatre de Broadway et fut retransmise sur ABC. La cérémonie récompensait les productions de Broadway en cours pendant la saison 1976-1977.

## Cérémonie
La cérémonie présentée par Eddie Albert, Richard Burton, Jane Fonda, Diana Rigg, George C. Scott et Trish Van Devere.
Le thème de la cérémonie était "The Ones That Got Away" ("ceux qui sont partis") avec un medley de chansons mémorables d'anciennes comédies musicales n'ayant jamais obtenu le Tony Award. Ce medley était composé de chansons de Annie Get Your Gun, Where's Charley?, Miss Liberty, Call Me Madam, Paint Your Wagon, Wish You Were Here, Peter Pan, Mr Wonderful, Bells Are Ringing, West Side Story, Flower Drum Song, Gypsy, Camelot, Milk And Honey, Stop the World – I Want to Get Off, Funny Girl, Sweet Charity, Purlie, The Rothschilds, Grease, Gigi et Shenandoah.
Richard Burton joua une scène d'Hamlet.

### Prestations
Lors de la soirée, plusieurs personnalités se sont succédé pour la présentation des prix dont ; Alan Arkin, Clifton Davis, Bonnie Franklin, Celeste Holm, Cloris Leachman, Michele Lee, Jerry Lewis, Hal Linden, Mary Martin, Mike Nichols, Christopher Plummer, Vanessa Redgrave, Marlo Thomas et Leslie Uggams.
Plusieurs spectacles musicaux présentèrent quelques numéros en live :
- A Chorus Line ("I Hope I Get It"/"One" - la troupe)
- Bubbling Brown Sugar ("Sweet Georgia Brown" - Vivian Reed, Lonnie McNeil, Newton Winters)
- Chicago ("All I Care About" - Jerry Orbach et la troupe)
- Pacific Overtures ("Advantages of Floating in the Middle of the Sea" - Mako et la troupe)

## Palmarès
| Meilleure pièce | Meilleure comédie musicale |
| --- | --- |
| - Travesties – Tom Stoppard - The First Breeze of Summer – Leslie Lee - Knock Knock – Jules Feiffer - Lamppost Reunion – Louis La Russo II | - A Chorus Line - Bubbling Brown Sugar - Chicago - Pacific Overtures |
| Meilleur livret | Meilleure partition originale |
| - James Kirkwood, Jr. et Nicholas Dante – A Chorus Line - Fred Ebb et Bob Fosse – Chicago - John Weidman – Pacific Overtures - Alfred Uhry – The Robber Bridegroom                                                                                              | - A Chorus Line – Marvin Hamlisch (musique) et Edward Kleban (paroles) - Chicago – John Kander (musique) et Fred Ebb (paroles) - Pacific Overtures – Stephen Sondheim (musique et paroles) - Treemonisha – Scott Joplin (musique et paroles)                                     |
| Meilleur acteur dans une pièce | Meilleure actrice dans une pièce |
| - John Wood – Travesties dans le rôle d'Henry Carr - Moses Gunn – The Poison Tree dans le rôle de Benjamin Hurspool - George C. Scott – Mort d'un commis voyageur dans le rôle de Willy Loman - Donald Sinden – Habeas Corpus dans le rôle d'Arthur Wicksteed   | - Irene Worth – Doux Oiseau de jeunesse (en) dans le rôle de Princesse Cosmonopolis - Tovah Feldshuh – Yentl dans le rôle de Yentl - Rosemary Harris – The Royal Family dans le rôle de Julie Cavendish - Lynn Redgrave – Mrs. Warren's Profession dans le rôle de Vivie Warren  |
| Meilleur acteur dans une comédie musicale | Meilleure actrice dans une comédie musicale |
| - George Rose – My Fair Lady dans le rôle d'Alfred P. Doolittle - Mako – Pacific Overtures dans le rôle de plusieurs personnages - Jerry Orbach – Chicago dans le rôle de Billy Flynn - Ian Richardson – My Fair Lady dans le rôle d'Henry Higgins              | - Donna McKechnie – A Chorus Line dans le rôle de Cassie Ferguson - Vivian Reed – Bubbling Brown Sugar dans le rôle de Marsha/Young Irene - Chita Rivera – Chicago dans le rôle de Velma Kelly - Gwen Verdon – Chicago dans le rôle de Roxie Hart                                |
| Meilleur acteur de second rôle dans une pièce | Meilleure actrice de second rôle dans une pièce |
| - Edward Herrmann – Mrs. Warren's Profession dans le rôle de Frank Gardner - Barry Bostwick – They Knew What They Wanted dans le rôle de Joe - Gabriel Dell – Lamppost Reunion dans le rôle de Fred Santora - Daniel Seltzer – Knock Knock dans le rôle de Cohn | - Shirley Knight – Kennedy's Children dans le rôle de Carla - Mary Beth Hurt – Trelawny of the Wells dans le rôle de Miss Rose Trelawny - Lois Nettleton – They Knew What They Wanted dans le rôle d'Amy - Meryl Streep – 27 Wagons Full of Cotton dans le rôle de Flora Meighan |
| Meilleur acteur de second rôle dans une comédie musicale | Meilleure actrice de second rôle dans une comédie musicale |
| - Sammy Williams – A Chorus Line dans le rôle de Paul - Robert LuPone – A Chorus Line dans le rôle de Zach - Charles Repole – Very Good Eddie dans le rôle de Mr. Eddie Kettle - Isao Sato – Pacific Overtures dans le rôle de Kayama                           | - Kelly Bishop – A Chorus Line dans le rôle de Sheila Bryant - Priscilla Lopez – A Chorus Line dans le rôle de Diana Morales - Patti LuPone – The Robber Bridegroom dans le rôle de Rosamund Musgrove - Virginia Seidel – Very Good Eddie dans le rôle de Elsie Darling          |
| Meilleure mise en scène pour une pièce | Meilleure mise en scène pour une comédie musicale |
| - Ellis Rabb – The Royal Family - Arvin Brown – Ah, Wilderness! - Marshall W. Mason – Knock Knock - Peter Wood – Travesties | - Michael Bennett – A Chorus Line - Bob Fosse – Chicago - Bill Gile – Very Good Eddie - Harold Prince – Pacific Overtures |
| Meilleure chorégraphie | Meilleurs décors |
| - Michael Bennett et Bob Avian – A Chorus Line - Patricia Birch – Pacific Overtures - Bob Fosse – Chicago - Billy Wilson – Bubbling Brown Sugar | - Boris Aronson – Pacific Overtures - Ben Edwards – A Matter of Gravity - David Mitchell – Trelawny of the Wells - Tony Walton – Chicago |
| Meilleurs costumes | Meilleures lumières |
| - Florence Klotz – Pacific Overtures - Theoni V. Aldredge – A Chorus Line - Ann Roth – The Royal Family - Patricia Zipprodt – Chicago | - Tharon Musser – A Chorus Line - Ian Calderon – Trelawny of the Wells - Jules Fisher – Chicago - Tharon Musser – Pacific Overtures |

## Autres récompenses
Le Regional Theatre Tony Award a été décerné à The Arena Stage, Washington. Une récompense fut décernée à Mathilde Pincus, Thomas H. Fitzgerald, à Circle in the Square et à Richard Burton. Le Lawrence Langner Memorial Award for Lifetime Achievement in Theatre fut décerné à George Abbott.